# Lavenone
Lavenone – miejscowość i gmina we Włoszech, w regionie Lombardia, w prowincji Brescia.
Według danych na rok 2004 gminę zamieszkiwało 659 osób, 21,3 os./km².